# Scorificazione
La scorificazione è un procedimento metallurgico, di norma della tecnologia di estrazione dei metalli dai minerali, in cui le parti non metalliche contenute nel minerale sono aggregate mediante il calore in una forma schiumosa omogenea sovranatante il metallo fuso, per pura differenza di densità, cosicché si ottiene la separazione della "scoria" (da cui deriva il nome del procedimento), dal metallo.
Fatte le debite proporzioni il procedimento di scorificazione è analogo al procedimento naturale del nostro pianeta che ha portato all'emersione superficiale del mantello, a bassa densità, sovranatante rispetto agli strati profondi ad elevato contenuto metallico.
Come conseguenza fenomeni di scorificazione si rilevano in formazioni solide di eruzioni vulcaniche.